# Moviment gòtic
|  | Aquest article tracta sobre la subcultura contemporània. Si cerqueu l'estil estètic predominant de la baixa edat mitjana, vegeu «art gòtic». |

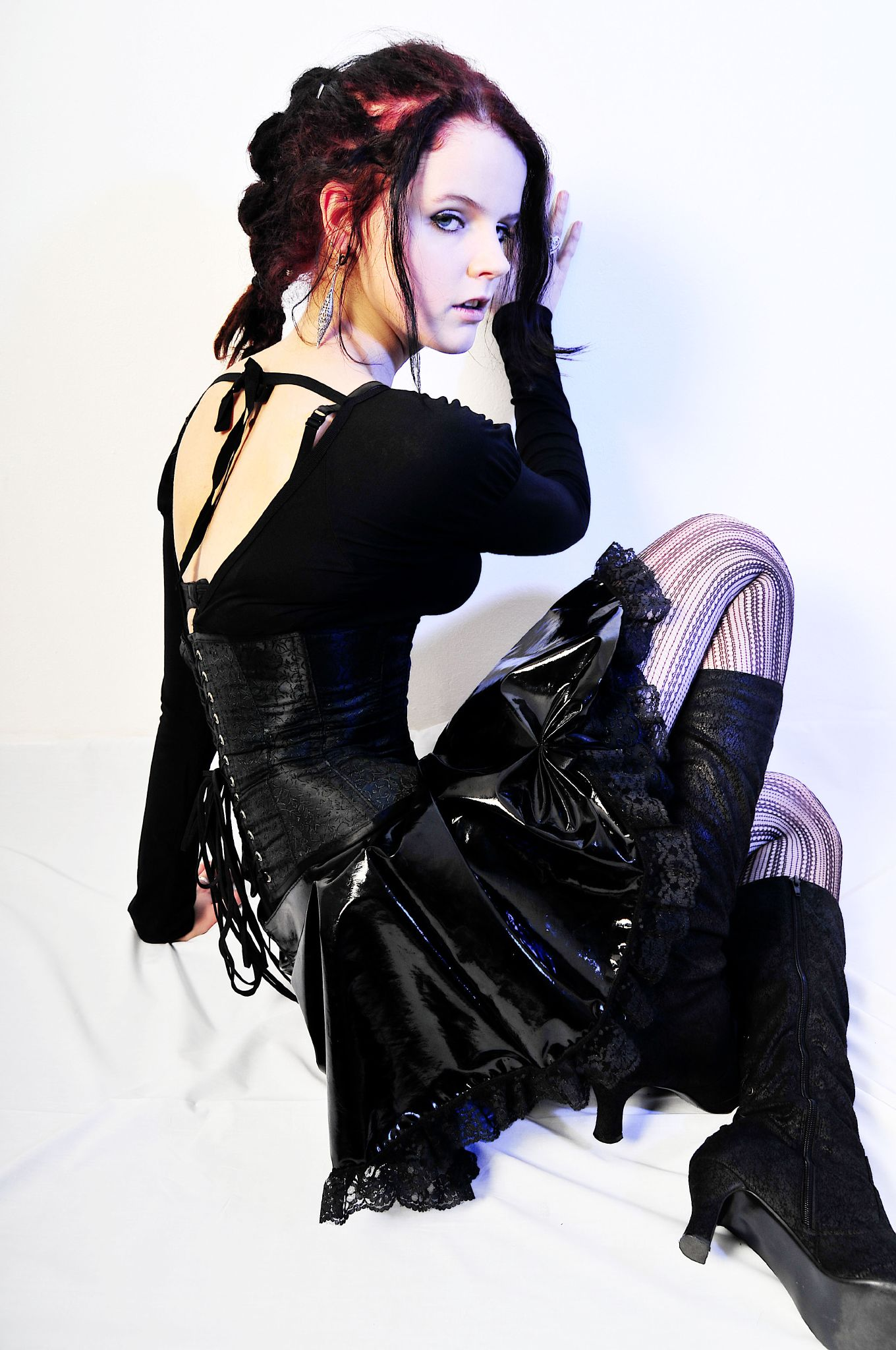
Dona amb estètica gòtica

Els gòtics són una tribu urbana associada a un moviment ideològic individualista, cultural (literatura, cinema, música, dibuix, etc.) i estètic que va començar al Regne Unit al final de la dècada del 1970 com a evolució del post-punk i el glam rock. El moviment ha tingut dues èpoques diferenciades: Des dels seus inicis, amb la convivència amb el punk fins a mitjan dècada del 1990, el moment de màxima visibilitat, quan el món musical posava més atenció en el moviment indie i en l'actualitat, en la que la presència d'elements gòtics en el mainstream és subtil però continuada.
El moviment musical gòtic, com els altres, abraça diferents subgèneres i estils, però es caracteritza pel so “fosc”, amb influències del death rock i del punk. Els primers referents foren Siouxsie and the Banshees, The Cure o Sisters of Mercy, i el club londinenc Batcave

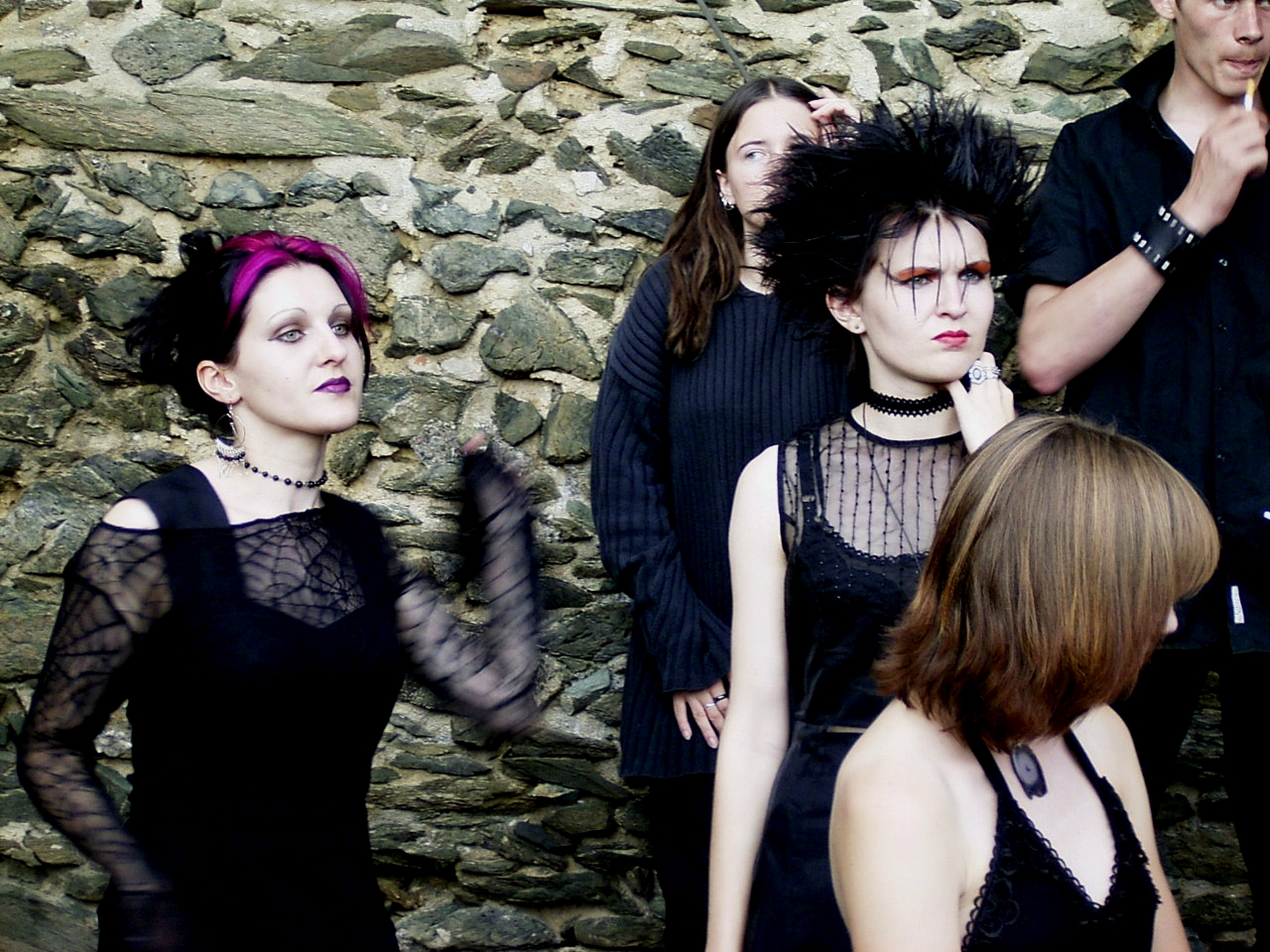
Dues dones gòtiques

L'estètica que segueixen pot ser andrògina o, en el cas de les dones, d'aparença semblant a una nina amb vestit tradicional (sostenidors, faldilles molt amples però més curtes, mitenes, lligadures, etc.). Les sabates solen ser botes militars o sabates amb plataformes. Destaca el color negre sobre tots els altres però també pot incloure algun color brillant, i no és estrany que alguna peça dugui ratlles, en general en negre i altre color brillant, o fins i tot estampat de pell de guepard o de calaveres, per exemple.
El cabell pot estar tenyit de negre o d'un color viu, sovint vermell, violeta o blau, i la pell agrada el més blanca possible. El maquillatge opta per destacar la blancor de la cara i pel color negre a les ungles, als ulls i als llavis, de vegades amb dibuixos, com petites estrelles o llàgrimes, a les galtes. N'hi ha però que afegeixen altres colors, solen ser colors freds i foscos als llavis, o bé vermell fosc, mentre que els ulls, a més del negre, poden tenir vermell, fúcsia o morat principalment. Alguns motius poden recordar el manga o l'estètica de les pel·lícules de terror. Abunden els pírcings a la cara i tot el cos. Els tatuatges no són estranys.
Entre els referents estètics populars que agraden als gòtics es troben la bruixa Avaria (Alaska als anys 80), Batman i la familia Adams.
Del moviment gòtic va sorgir el moviment cyber.